# Жена путешественника во времени (фильм)
«Жена́ путеше́ственника во вре́мени» (англ. The Time Traveler's Wife) — фантастический фильм Роберта Швентке, экранизация одноимённого романа Одри Ниффенеггер. Главные роли в фильме исполняют Эрик Бана и Рэйчел Макадамс.
Съёмки фильма начались в сентябре 2007 года, при этом планировалось, что фильм выйдет осенью 2008 года. Однако выпуск фильма был отложен без каких-либо официальных объяснений студии. Мировая премьера фильма состоялась 14 августа 2009 года, а премьера в России состоялась 15 октября 2009 года. Издан на DVD — 16 февраля 2010 года.
В начале августа 2018 года было заявлено о начале работы над сериалом по книге, который поставит Стивен Моффат.

## Сюжет
Это история о чикагском библиотекаре Генри Детембле (Эрик Бана) и его жене Клэр Эбшир (Рэйчел Макадамс), художнице, делающей скульптуры из бумаги. Генри болен редким генетическим заболеванием — хрононедостаточностью, что заставляет его невольно путешествовать во времени. Когда 20-летняя Клэр встречает 28-летнего Генри в библиотеке Ньюберри в 1991 году, он её никогда раньше не видел, хотя она знала его большую часть своей жизни.
Путешествия Генри во времени начинаются в 5-летнем возрасте, что спасло его от гибели в автокатастрофе. Обычно он перемещается вперед и назад по отношению к своей собственной жизни. От него не зависит, куда, когда и на сколько он исчезает. Его места назначения связаны с его подсознанием, наиболее часто он попадает в места и время, связанные с его собственной историей. Часто путешествия вызываются каким-либо стрессом. Генри ничего не может взять с собой ни в прошлое, ни в будущее, он появляется голым и вынужден искать себе одежду и пищу. Он приобретает целый ряд навыков выживания, таких, как взлом замков, самозащита и карманная кража. Многому из этого он учится от более старшего самого себя.
Однажды их линии жизни сходятся в реальном времени в библиотеке — их первая встреча в его хронологии — и Генри начинает путешествовать в детство и юность Клэр в Мичиган, в начало 1977 года, когда Клэр 6 лет. В одно из своих первых посещений (с её точки зрения) Генри даёт ей список дат своих появлений, Клэр записывает их в свой дневник и всегда помнит, что ему нужно принести одежду и еду. Со временем их отношения становятся очень тесными. В последний визит Генри в юности Клэр в 1989 году, когда ей было 18 лет, Генри её впервые поцеловал. После этого она его не видела два года до встречи в библиотеке.
Клэр и Генри поженились, причём молодой Генри неожиданно исчезает с церемонии, а вместо него появляется 40-летний Генри. Вскоре радость супругов омрачается появлением Генри из будущего, который смертельно ранен из огнестрельного оружия. Используя одно из предсказаний Клэр, Генри находит врача-генетика Дэвида Кендрика (Стивен Тоболовски), который становится лечащим врачом Генри и исследует его недуг. С заведением детей у супругов проблемы: Кендрик предполагает, что генетическая аномалия по наследству достается плоду и он тоже путешествует, что заканчивается выкидышем у Клэр. После нескольких выкидышей Генри, желая предотвратить будущую боль Клэр, тайно делает себе вазэктомию. Но однажды к Клэр приходит Генри из прошлого (годы до нынешнего) и после ночи любви с ним Клэр снова беременеет. Но в этот раз всё заканчивается хорошо: у них рождается дочь Альба (Хэйли Мак-Канн), которая тоже имеет такое же генетическое отклонение, но, в отличие от Генри, имеет некоторый контроль над этим. Незадолго до её рождения Генри попадает в будущее и встречает 10-летнюю Альбу на экскурсии в школе и узнает, что он умрёт, когда ей будет пять лет.
В 43 года, свой последний год жизни, Генри совершает путешествие в зимнее время и за ним начинают гнаться. Он забирается в вагон товарного поезда, но его запирают, и он сильно замерзает. Из-за переохлаждения и обморожения ему делают операцию на ноге, когда он возвращается в настоящее, и в результате ему приходится на пару месяцев сесть в инвалидное кресло. Генри и Клэр оба знают, что, не имея возможности нормально передвигаться во время своих путешествий, он умрет в ближайшем из них. В итоге так и случается: в канун Нового 2006 года Генри попадает в зимний мичиганский лес 1984 года, и в него случайно стреляет на охоте отец Клэр (он целился в оленя, но промахнулся). Генри возвращается в настоящее и умирает на руках Клэр и Альбы.
Но 4 года спустя Генри из прошлого ещё раз появляется в жизни Клэр. Генри находит одежду на том же самом месте, что и раньше, в мичиганском лесу, сначала он встречает Альбу, которая играет с друзьями, Альба зовёт Клэр, а когда та приходит, он говорит Клэр, что не сказал ей, что ещё придет, чтобы она не провела всю свою жизнь в ожидании. После этого он снова исчезает…

## В ролях
| Актёр             | Роль                           |
| ----------------- | ------------------------------ |
| Эрик Бана         | Генри Детембл                  |
| Рэйчел Макадамс   | Клэр Эбшир                     |
| Рон Ливингстон    | Гомес (парень Черисс)          |
| Джейн Маклин      | Черисс (подруга Клэр)          |
| Стивен Тоболовски | доктор Дэвид Кендрик           |
| Арлисс Говард     | Ричард Детембл (отец Генри)    |
| Бруклинн Пру      | молодая Клэр Эбшир             |
| Алекс Феррис      | молодой Генри Детембл          |
| Хейли Маккан      | Альба Детембл (9-10 лет)       |
| Татум Маккан      | Альба Детембл (4-5 лет)        |
| Мишель Нолден     | Аннетт Детембл (мать Генри)    |
| Мэгги Касл        | Алисия Эбшир (мл. сестра Клэр) |
| Фиона Рейд        | Люсиль Эбшир (мать Клэр)       |
| Филипп Крэйг      | Филипп Эбшир (отец Клэр)       |
| Брайан Биссон     | Марк Эбшир (брат Клэр)         |

## Создание фильма
Права на экранизацию романа Одри Ниффенеггер 2003 года «Жена путешественника во времени» были приобретены производственной компанией Дженнифер Энистон и Брэда Питта Plan B Entertainment, совместно с New Line Cinema, ещё до того, как роман был опубликован. Ниффенеггер заявила в интервью, что она думала о том, какой может быть экранизация книги, пока писала роман. На вопрос о перспективах превращения новеллы в кинофильм Ниффенеггер сказала: «У меня есть мой маленький фильм, который я могу увидеть в своей голове. И я боюсь, что что-то будет изменено или вырезано. В то же время это захватывающе и пугающе, потому что теперь персонажи будут существовать отдельно от меня.».
В сентябре 2003 года студия наняла сценариста Джереми Левена, чтобы написать адаптированный сценарий романа. Режиссёры Стивен Спилберг и Дэвид Финчер выразили заинтересованность в проекте, хотя и не участвовали в переговорах на роль режиссёра. В марте 2005 года режиссёр Гас Ван Сент вступил в переговоры со студией на место главы проекта. Последующие переговоры не проводились, а в ноябре 2006 года наняли режиссёра Роберта Швентке, чтобы возглавить проект.
В январе 2007 года New Line Cinema наняли сценариста Брюса Джоэла Рубина для изменения сценария Левена. Эрик Бана и Рэйчел Макадамс прошли пробы в апреле 2007 года. Съёмки начались в Торонто 10 сентября 2007 года. Также часть фильма снималась в Гамильтоне. На ранних этапах производства фильма на роль Генри прочили Эдриена Броуди, а на роль Клэр — Еву Грин. Выпуск фильма первоначально был запланирован на осень 2008 года, но был отложен без каких-либо официальных объяснений студии. Фильм был выпущен Warner Brothers 14 августа 2009 года.

## Музыка к фильму
Музыку к фильму написал композитор Майкл Данна, который записывал её вместе с Hollywood Studio Symphony на Ocean Way Studios в течение осени 2008 года.

## Отзывы
Фильм получил в большей степени смешанные отзывы кинокритиков. На сайте Rotten Tomatoes у фильма 38 % положительных рецензий критиков из 152. На Metacritic картина получила 47 баллов из 100 на основе 31 рецензии.